# Dasyhelea oreocincta
Dasyhelea oreocincta är en tvåvingeart som beskrevs av Remm 1980. Dasyhelea oreocincta ingår i släktet Dasyhelea och familjen svidknott. Inga underarter finns listade i Catalogue of Life.